# Blattella biligata
Blattella biligata är en kackerlacksart som först beskrevs av Walker, F. 1868.  Blattella biligata ingår i släktet Blattella och familjen småkackerlackor. Inga underarter finns listade.